# Sveriges Grand Prix 1973
Sveriges Grand Prix 1973, officiellt Hitachi Grand Prix of Sweden, var en Formel 1-lopp som kördes 17 juni 1973 på Scandinavian Raceway i Anderstorp i Sverige. Det var det sjunde av femton lopp ingående i Formel 1-säsongen 1973 och kördes över 80 varv. Detta var det första av sammanlagt sex F1-lopp som kom att köras på Anderstorp. Loppet vanns av Denny Hulme för McLaren, tvåa blev hemmaföraren Ronnie Peterson för Lotus, och trea blev François Cevert för Tyrell.

## Resultat
| Pos.    | Nr. | Förare               | Konstruktör       | Däck | Varv | Tid/Bröt                       | Grid | Poäng |
| ------- | --- | -------------------- | ----------------- | ---- | ---- | ------------------------------ | ---- | ----- |
| 1       | 7   | Denny Hulme          | McLaren-Ford      | G    | 80   | 1:56.46,049                    | 6    | 9     |
| 2       | 2   | Ronnie Peterson      | Lotus-Ford        | G    | 80   | + 4,039                        | 1    | 6     |
| 3       | 6   | François Cevert      | Tyrrell-Ford      | G    | 80   | + 14,667                       | 2    | 4     |
| 4       | 10  | Carlos Reutemann     | Brabham-Ford      | G    | 80   | + 18,068                       | 5    | 3     |
| 5       | 5   | Jackie Stewart       | Tyrrell-Ford      | G    | 80   | + 25,998                       | 3    | 2     |
| 6       | 3   | Jacky Ickx           | Ferrari           | G    | 79   | + 1 Varv                       | 8    | 1     |
| 7       | 8   | Peter Revson         | McLaren-Ford      | G    | 79   | + 1 Varv                       | 7    |       |
| 8       | 15  | Mike Beuttler        | March-Ford        | G    | 78   | + 2 Varv                       | 21   |       |
| 9       | 19  | Clay Regazzoni       | BRM               | F    | 77   | + 3 Varv                       | 12   |       |
| 10      | 24  | Carlos Pace          | Surtees-Ford      | F    | 77   | + 3 Varv                       | 16   |       |
| 11      | 25  | Howden Ganley        | Iso-Marlboro-Ford | F    | 77   | + 3 Varv                       | 11   |       |
| 12      | 1   | Emerson Fittipaldi   | Lotus-Ford        | G    | 76   | Växellåda                      | 4    |       |
| 13      | 21  | Niki Lauda           | BRM               | F    | 75   | + 5 Varv                       | 15   |       |
| 14      | 16  | George Follmer       | Shadow-Ford       | G    | 74   | + 6 Varv                       | 19   |       |
| Bröt    | 20  | Jean-Pierre Beltoise | BRM               | F    | 57   | Motor                          | 9    |       |
| Bröt    | 17  | Jackie Oliver        | Shadow-Ford       | G    | 50   | Hjulupphängning                | 17   |       |
| Bröt    | 23  | Mike Hailwood        | Surtees-Ford      | F    | 41   | Däck                           | 10   |       |
| Bröt    | 14  | Jean-Pierre Jarier   | March-Ford        | G    | 38   | Gasspjäll                      | 20   |       |
| Bröt    | 12  | Graham Hill          | Shadow-Ford       | G    | 16   | Tändning                       | 18   |       |
| Bröt    | 11  | Wilson Fittipaldi    | Brabham-Ford      | G    | 0    | Olycka                         | 12   |       |
| DNS     | 27  | Reine Wisell         | March-Ford        | G    | 0    | Hjulupphängning                | 14   |       |
| DNS     | 26  | Tom Belsø            | Iso-Marlboro-Ford | F    |      | Bilen kördes av Howden Ganleya | 22   |       |
| Källor: |     |                      |                   |      |      |                                |      |       |

- ^a  – Tom Belsø gjorde debut i F1-sammanhang, men deltog endast i träningen då hans sponsorpengar inte kom fram i tid. Bilen övertogs i stället av Howden Ganley.

## VM-ställning
| Förarmästerskapet 1. Emerson Fittipaldi, Lotus-Ford, 41 2. Jackie Stewart, Tyrrell-Ford, 39 3. François Cévert, Tyrrell-Ford, 25 | Konstruktörsmästerskapet 1. Tyrrell-Ford, 49 2. Lotus-Ford, 47 3. McLaren-Ford, 26 |